# Suso de Toro
Xesús Miguel de Toro Santos (Santiago de Compostela, 10 de janeiro de 1956), mais conhecido como Suso de Toro, é um escritor galego. Também ensina crianças no IES Rosalía de Castro de Santiago de língua portuguesa.
Recebeu o Prémio Nacional de Narrativa em 2003 por Trece badaladas.

## Obra
- Caixón desastre (1983).
- Polaroid (1986). Prêmio da Crítica de Galiza
- Land Rover (1988).
- Ambulancia (1990).
- FM : a canción do pirata (1991).
- Tic-tac (1993). Prêmio da Crítica de narrativa galega
- A sombra cazadora (1994).
- Conta saldada (1996).
- Unha rosa é unha rosa (1997), teatro.
- Calzados Lola (1997), Prêmio Blanco Amor.
- Círculo (1998).
- Non volvas (2000), Prêmio da Crítica de narrativa galega.
- Trece badaladas (2002). Prêmio Nacional de Narrativa, 2003
- El príncipe manco (o qual inclui Tic-Tac e Círculo, ISBN 84-264-1472-9, 2004)
- Morgun (lobo mágico), livro infantil-juvenil (ISBN 84-675-0349-1, 2004)
- Home sen nome (2006)
- Sete palabras (ISBN 978-84-9914-029-2, 2009, Xerais).
- Somnámbulos (ISBN 978-84-9914-757-4, 2014, Xerais).
- Fóra de si (ISBN 978-84-9121-314-7, 2018, Xerais).

Jornalismo e ensaio
- Parado na tormenta (1996).
- Eterno retorno (1996).
- O país da brétema (2000).
- A carreira do salmón (2001).
- Nunca mais Galiza á intemperie (Nunca mais, ISBN 84-8307-555-5, 2002).
- Españois todos: As cartas sobre La mesa (2004).
- Ten que doer: literatura e identidade (ISBN 84-9782-098-3, 2004)
- Outro idea de España: Mar de fondo (Otra idea de España, ISBN 84-8307-672-1, 2005).
- Madera de Zapatero (2005).
- Outra Galiza (2008).